# Stara Dąbrowa (Wolsztyn)
Pour les articles homonymes, voir Stara Dąbrowa.
Stara Dąbrowa (prononciation : [ˈstara dɔmˈbrɔva]) est un village polonais de la gmina de Wolsztyn dans le powiat de Wolsztyn de la voïvodie de Grande-Pologne dans le centre-ouest de la Pologne.
Il se situe à environ 5 kilomètres au sud-est de Wolsztyn (siège de la gmina et du powiat) et à 61 kilomètres au sud-ouest de Poznań (capitale régionale).

## Histoire
De 1975 à 1998, le village faisait partie du territoire de la voïvodie de Zielona Góra.

Depuis 1999, Stara Dąbrowa est situé dans la voïvodie de Grande-Pologne.
Le village possède une population de 364 habitants en 2014.